# Луїза Стефані
Луїза Стефані  — бразильська тенісистка, що спеціалізується в парній грі, олімпійська медалістка. 
Першу перемогу в турнірі WTA Стефані здобула на Tashkent Open 2019, граючи в парі з американкою Гейлі Картер.

## Медальні матчі Олімпійських ігор

### Парний розряд: 1 бронзова медаль
| Результат | Рік  | Місце                    | Поверхня | Партнерка     | Супротивниці                       | Рахунок          |
| --------- | ---- | ------------------------ | -------- | ------------- | ---------------------------------- | ---------------- |
| Бронза    | 2021 | Токійська олімпіада 2020 | Хард     | Лаура Пігоссі | Вероніка Кудерметова Олена Весніна | 4–6, 6–4, [11–9] |

## Фінали турнірів WTA

### Парний розряд: 19 (11 титули, 8 поразки)
| Легенда                      |
| ---------------------------- |
| Турніри Великого шлему (0–0) |
| Турніри WTA 1000 (3–2)       |
| Турніри WTA 500 (5–4)        |
| Турніри WTA 250 (3–2)        |

| Фінали за покриттям |
| ------------------- |
| Тверде (9–7)        |
| Ґрунт (1–1)         |
| Трава (1–0)         |

| Фінали за типом корту |
| --------------------- |
| Відкритий корт (10–7) |
| Закритий корт (1–1)   |

| Результат | В-П  | Дата     | Турнір                                                 | Категорія     | Покриття   | Партнер            | Опоненти                               | Рахунок                    |
| --------- | ---- | -------- | ------------------------------------------------------ | ------------- | ---------- | ------------------ | -------------------------------------- | -------------------------- |
| Поразка   | 0–1  | Вер 2019 | Hansol Korea Open Tennis Championships, Південна Корея | International | Тверде     | Гейлі Картер       | Лара Арруабаррена Татьяна Марія        | 6–7(7), 6–3, [7–10]        |
| Перемога  | 1–1  | Вер 2019 | Tashkent Open, Узбекистан                              | International | Тверде     | Гейлі Картер       | Даліла Якупович Сабріна Сантамарія     | 6–3, 7–6(4)                |
| Перемога  | 2–1  | Сер 2020 | Lexington Challenger, США                              | International | Тверде     | Гейлі Картер       | Маріє Боузкова Джил Тайхманн           | 6–1, 7–5                   |
| Поразка   | 2–2  | Вер 2020 | Internationaux de Strasbourg, Франція                  | International | Ґрунт      | Гейлі Картер       | Ніколь Меліхар Демі Схюрс              | 4–6, 3–6                   |
| Поразка   | 2–3  | Жов 2020 | Ostrava Open, Чехія                                    | Premier       | Тверде (i) | Габріела Дабровскі | Елісе Мертенс Аріна Соболенко          | 1–6, 3–6                   |
| Поразка   | 2–4  | Січ 2021 | Abu Dhabi Open, UAE                                    | WTA 500       | Тверде     | Гейлі Картер       | Сюко Аояма Ена Сібахара                | 6–7(5), 4–6                |
| Поразка   | 2–5  | Лют 2021 | Adelaide International, Австралія                      | WTA 500       | Тверде     | Гейлі Картер       | Алекса Гуарачі Дезіре Кравчик          | 7–6(4), 4–6, [3–10]        |
| Поразка   | 2–6  | Кві 2021 | Відкритий чемпіонат Маямі з тенісу, США                | WTA 1000      | Тверде     | Гейлі Картер       | Аояма Сюко Ена Сібахара                | 2–6, 5–7                   |
| Поразка   | 2–7  | Сер 2021 | Silicon Valley Classic, США                            | WTA 500       | Тверде     | Габріела Дабровскі | Дарія Юрак Андрея Клепач               | 1–6, 5–7                   |
| Перемога  | 3–7  | Сер 2021 | Мастерс Канада, Канада                                 | WTA 1000      | Тверде     | Габріела Дабровскі | Дарія Юрак Андрея Клепач               | 6–3, 6–4                   |
| Поразка   | 3–8  | Сер 2021 | Мастерс Цинциннаті, США                                | WTA 1000      | Тверде     | Габріела Дабровскі | Саманта Стосур Чжан Шуай               | 5–7, 3–6                   |
| Перемога  | 4–8  | Вер 2022 | Bangalore Open, Індія                                  | WTA 250       | Тверде     | Габріела Дабровскі | Ганна Блінкова Натела Дзаламідзе       | 6–1, 6–2                   |
| Перемога  | 5–8  | Жов 2022 | Guadalajara Open Akron, Мексика                        | WTA 1000      | Тверде     | Сторм Гантер       | Анна Даніліна Беатріс Аддад Мая        | 7–6(7–4), 6–7(2–7), [10–8] |
| Перемога  | 6–8  | Січ 2023 | Adelaide International, Австралія                      | WTA 500       | Тверде     | Тейлор Таунсенд    | Анастасія Павлюченкова Олена Рибакіна  | 7–5, 7–6(7–3)              |
| Перемога  | 7–8  | Лют 2023 | Abu Dhabi Open, UAE                                    | WTA 500       | Тверде     | Zhang Shuai        | Аояма Сюко Чжань Хаоцін                | 3–6, 6–2, [10–8]           |
| Перемога  | 8–8  | Чер 2023 | German Open, Німеччина                                 | WTA 500       | Трава      | Каролін Гарсія     | Катержина Сінякова Маркета Вондроушова | 4–6, 7–6(10–8), [10–4]     |
| Перемога  | 9–8  | Лют 2024 | Qatar Ladies Open, Катар                               | WTA 1000      | Тверде     | Демі Схюрс         | Керолайн Долегайд Дезіре Кравчик       | 6–4, 6–2                   |
| Перемога  | 10–8 | Січ 2025 | Linz Open, Австрія                                     | WTA 500       | Тверде (i) | Тімеа Бабош        | Людмила Кіченок Надія Кіченок          | 3–6, 7–5, [10–4]           |
| Перемога  | 11–8 | Тра 2025 | Internationaux de Strasbourg, Франція                  | WTA 500       | Ґрунт      | Тімеа Бабош        | Ніколь Меліхар-Martinez Ґо Ханю        | 6–3, 6–7(4–7), [10–7]      |

## Фінали турнірів серії WTA 125K

### Пари: 3 (2 титули)
| Результат | В–П | Дата     | Турнір                                        | Поверхня | Партнерка    | Супротивниці                        | Рахунок               |
| --------- | --- | -------- | --------------------------------------------- | -------- | ------------ | ----------------------------------- | --------------------- |
| Перемога  | 1–0 | Лис 2019 | Oracle Challenger Series – Houston, США       | Хард     | Еллен Перес  | Шерон Фічман Ена Сібахара           | 1–6, 6–4, [10–5]      |
| Перемога  | 2–0 | Лют 2020 | Oracle Challenger Series – Newport Beach, США | хард     | Гейлі Картер | Марі Бенуа Жессіка Понше            | 6–1, 6–3              |
| Поразка   | 2–1 | Тра 2021 | WTA 125 Saint-Malo, Франція                   | Ґрунт    | Гейлі Картер | Кейтлін Крістіан Сабріна Сантамарія | 6–7(4–7), 6–4, [5–10] |